# Деніел Левін
Деніел Марк Левін (англ. Daniel Mark Lewin; 14 травня 1970 —  11 вересня 2001) — американський та ізраїльський математик і підприємець. Співзасновник інтернет-компанії Akamai Technologies. 

## Біографія

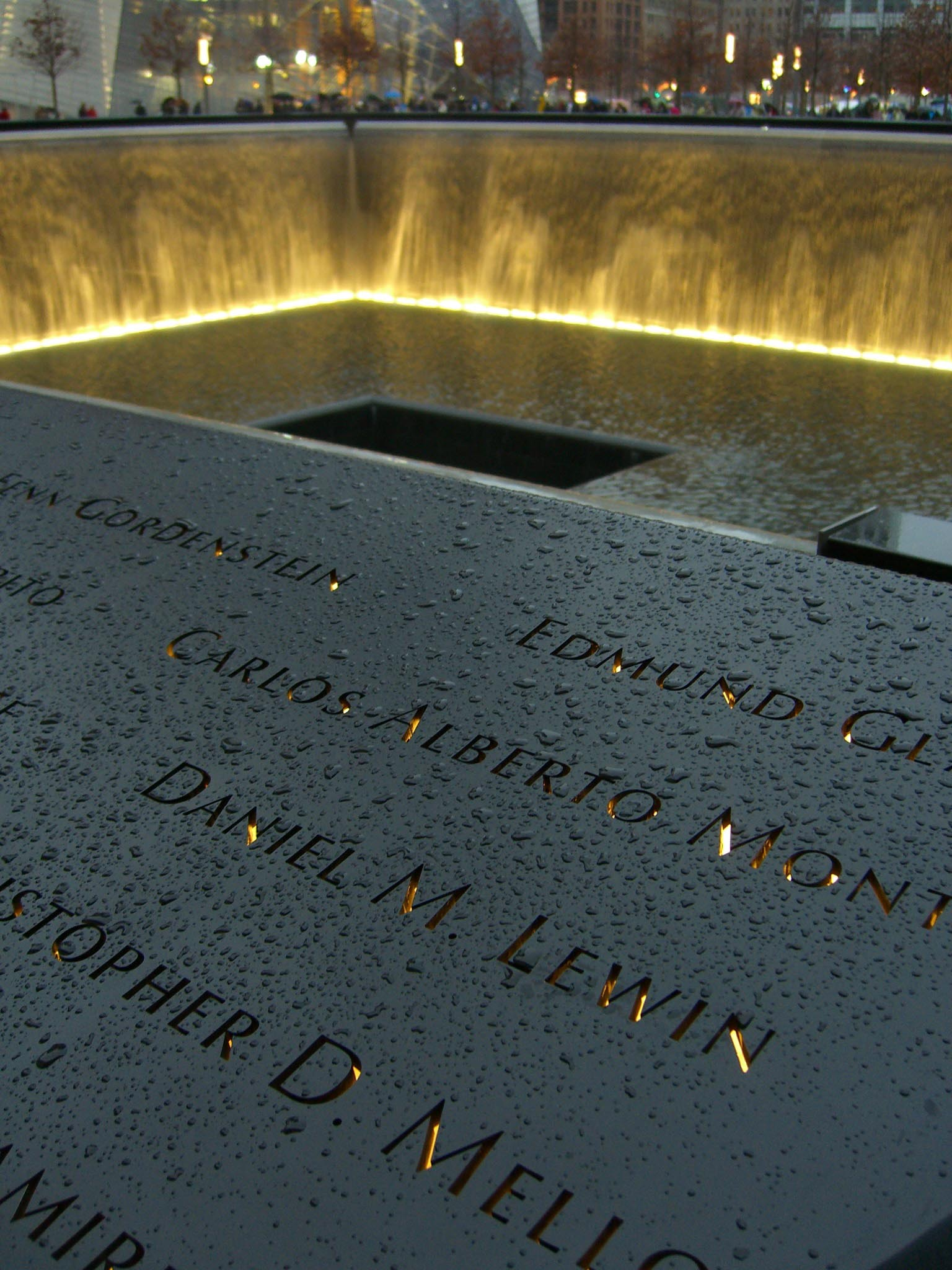
Ім'я Деніела Левіна серед інших жертв теракту, Національний музей і меморіал 11 вересня, Нью-Йорк

Народився у Денвері, штат Колорадо. У віці 14 років разом з батьками репатріювався в Ізраїль. Проживав в Єрусалимі. Чотири роки служив в ізраїльській армії, в елітному підрозділі Саєрет Маткаль, після чого демобілізувався у званні капітана. У 1995 закінчив з відзнакою Ізраїльський технологічний інститут, після чого переїхав у Кембридж, штат Массачусетс, де у 1996 році вступив до Массачусетського технологічного інституту.
Загинув на борту рейсу 11 American Airlines з Бостона у Лос-Анджелес, під час теракту 11 вересня 2001 року.